# San Francisco Logueche
San Francisco Logueche là một đô thị thuộc bang Oaxaca, México. Năm 2005, dân số của đô thị này là 2240 người.